# Rhagozyt
Rhagozyten sind neutrophile Granulozyten mit mikroskopisch nachweisbaren Zytoplasmaeinschlüssen. Sie kommen beim Systemischen Lupus erythematodes (SLE), der rheumatoiden Arthritis (RA) sowie bei Spondylarthritiden (SPA) als diagnostisches Hilfsmittel in Frage. Zu diesem Zweck entnimmt man aus dem entzündlich veränderten Gewebe, zum Beispiel aus einem entzündlichen Knieerguss, eine Materialprobe.